# U-550
| U-550                                           | U-550                                                                      | U-550                                                                      |
| ----------------------------------------------- | -------------------------------------------------------------------------- | -------------------------------------------------------------------------- |
|                                                 |                                                                            |                                                                            |
|                                                 |                                                                            |                                                                            |
| Екіпаж залишає U-550 після отриманих пошкоджень |                                                                            |                                                                            |
| Під прапором                                    | Третій рейх                                                                | Третій рейх                                                                |
| Спуск на воду                                   | 28 липня 1943 року                                                         | 28 липня 1943 року                                                         |
| Виведений зі складу флоту                       | 16 квітня 1944 року                                                        | 16 квітня 1944 року                                                        |
| Сучасний статус                                 | затоплений                                                                 | затоплений                                                                 |
| Проєкт                                          |                                                                            |                                                                            |
| Тип ПЧ                                          | Дизельний підводний човен                                                  | Дизельний підводний човен                                                  |
| Основні характеристики                          |                                                                            |                                                                            |
| Швидкість (надводна)                            | 19 вузлів                                                                  | 19 вузлів                                                                  |
| Швидкість (підводна)                            | 7,3 вузлів                                                                 | 7,3 вузлів                                                                 |
| Гранична глибина занурення                      | 230 м                                                                      | 230 м                                                                      |
| Екіпаж                                          | 48 особи                                                                   | 48 особи                                                                   |
| Розміри                                         |                                                                            |                                                                            |
| Довжина найбільша (по КВЛ)                      | 76,8 м                                                                     | 76,8 м                                                                     |
| Ширина корпусу найб.                            | 6,9 м                                                                      | 6,9 м                                                                      |
| Висота                                          | 9,6м                                                                       | 9,6м                                                                       |
| Середня осадка (по КВЛ)                         | 4,7 м                                                                      | 4,7 м                                                                      |
| Водотоннажність надводна                        | 1144 т                                                                     | 1144 т                                                                     |
| Озброєння                                       |                                                                            |                                                                            |
| Артилерія                                       | 1 × 88-мм палубна гармата SK C/32                                          | 1 × 88-мм палубна гармата SK C/32                                          |
| Торпедно- мінне озброєння                       | 4 носових і два кормових ТА. 22 торпеди або 44 міни TMA чи 66 TMB          | 4 носових і два кормових ТА. 22 торпеди або 44 міни TMA чи 66 TMB          |
| ППО                                             | 1 × 37-мм зенітна гармата SKC/30 2 (1 × 2) × 20-мм зенітні гармати FlaK 30 | 1 × 37-мм зенітна гармата SKC/30 2 (1 × 2) × 20-мм зенітні гармати FlaK 30 |

U-550 — німецький підводний човен типу IXC/40, часів Другої світової війни.
Замовлення на будівництво човна було віддане 5 червня 1941 року. Човен був закладений на верфі «Deutsche Werft AG» у Гамбурзі 2 жовтня 1942 року під заводським номером 371, спущений на воду 12 травня 1943 року, 28 липня 1943 року увійшов до складу 4-ї флотилії. За час служби також входив до складу 10-ї флотилії. Єдиним командиром човна був капітан-лейтенант Клаус Генерт.
За час служби човен зробив 1 бойовий похід, у якому потопив 1 судно.
Потоплений 16 квітня 1944 року в Північній Атлантиці східніше Нью-Йорка (40°09′ пн. ш. 69°44′ зх. д. / 40.150° пн. ш. 69.733° зх. д.) глибинними бомбами і артилерією американських ескортних міноносців «Ганді», «Петерсон» та «Джойс». 44 члени екіпажу загинули, 12 врятовані.

## Потоплені та пошкоджені кораблі[3]
| Назва            | Тип    | Належність | Дата           | Тоннаж (БРТ) | Вантаж                                     | Статус     | Місце                                                       |
| Pan Pennsylvania | танкер | США        | 16 квітня 1944 | 11 017       | 140 000 барелів палива та літаки на палубі | потоплений | 40°07′ пн. ш. 69°24′ зх. д. / 40.117° пн. ш. 69.400° зх. д. |